# Llanquihue (provincie)
Llanquihue is een provincie van Chili in de regio Los Lagos. De provincie telde 408.052 inwoners in 2017 en heeft een oppervlakte van 14.876 km². Hoofdstad is Puerto Montt.

## Gemeenten
Llanquihue is verdeeld in negen gemeenten:
- Calbuco
- Cochamó
- Fresia
- Frutillar
- Llanquihue
- Los Muermos
- Maullín
- Puerto Montt
- Puerto Varas